# かんかけ峠
かんかけ峠（かんかけとうげ）は、福岡県久留米市田主丸町と同県八女市上陽町に位置する、標高650m程の峠である。

## 概要
峠の前後を福岡県道70号田主丸黒木線及び耳納スカイラインが通過している。

## 特記事項
- かんかけ峠の東側に位置する鷹取山（802.1m）ではハンググライダー・パラグライダーの発進場があり[2]、1994年にはパラグライダーの日本選手権が行われている[3]。
- 峠の八女市側では奥八女地方の山々が、反対側の久留米市側では筑後平野を見渡すことが出来る。
- 接続する田主丸黒木線のうち、久留米市側は路肩が非常に弱く通行に支障を与えかねない程の悪路であるため、走行の際は注意が必要になる。